# Salomons Kapel
Salomons Kapel er ruinen af et middelalderligt kapel beliggende på Hammerknudens nordvestlige kyst på Bornholm.
Ifølge oplysningsskiltet er den fra 1300-tallet. Lige nordvest for kapellet er der en kilde som i middelalderen blev betragtet som værende hellig. Pilgrimme søgte hertil for at drikke det helbredende vand og for gennem bønner og gaver at opnå helbredelse. Denne praksis holdt dog op omkring Reformationen og kapellets vigtighed sluttede sammen med ophøret af sildeeventyret.